# De bello civili
Comentarios sobre la guerra civil (en latín, Commentarii de bello civili) es un texto de Julio César dónde este relata las operaciones militares y vicisitudes políticas acaecidas durante la segunda guerra civil de la República romana, de las cuales salió vencedor. Normalmente se halla junto a los llamados Tria Bella: la Guerra de Alejandría, la Guerra de África y la Guerra de Hispania; sin embargo, existe un consenso generalizado acerca de que la autoría de estos últimos no puede atribuirse en su totalidad a César.

## Contenido
La obra empieza un poco después de los acontecimientos narrados en los Comentarios a la guerra de las Galias, exactamente unos días antes del cruce del río Rubicón en enero del año 49 a. C. y abarca los hechos ocurridos entre esa fecha y el año 48 a. C., terminando en el momento en que César llega a Alejandría. Incluye por tanto la decisiva batalla de Farsalia y la muerte de Pompeyo.
Está estructurada en tres libros, de los cuales el primero abarca desde los días previos al cruce del Rubicón hasta mediados de agosto del año 49 a. C.; en él se pueden encontrar las justificaciones cesarianas del comienzo de la Guerra, las maniobras políticas en Roma y la primera campaña de Hispania, que se cierra con la batalla de Ilerda.
El segundo libro comprende los acontecimientos del resto del año 49 a. C., en tres escenarios principales: Marsella, sometida a asedio por las tropas cesarianas; Hispania, con el final de las operaciones en esa provincia y África, donde se narra el desastre de los ejércitos cesarianos al mando de Cayo Escribonio Curión.
El tercer y último libro cuenta lo acaecido en el año 48 a. C., desde que César se dirige a Brindisi hasta la conquista de la isla de Faro y el comienzo de la guerra de Alejandría; en ese libro se incluye, entre otros aspectos importantes, la derrota de César en la batalla de Dirraquium y su aplastante victoria en la batalla de Farsalia, la muerte de Pompeyo y el encuentro entre César y Cleopatra.

## Género y estilo
El género es el que de antiguo se denominaba Commentarius, esto es, una obra en la que el autor consignaba los acontecimientos más señalados de su vida, o de uno de sus períodos, a fin de que la posteridad tuviera así una base para componer una verdadera obra histórica, contando de esta manera una verdad completamente subjetiva.
El estilo en que la obra se halla escrita recuerda poderosamente al de su antecesora, los Comentarios de la Guerra de las Galias. Ambas obras no pueden considerarse ni autobiográficas ni como unas memorias Son, por una parte, un informe de progresos, y por otra un medio de propaganda.
Al parecer, César era un gran orador, así lo atestigua Suetonio, y por ello era capaz de escribir en un latín de gran perfección sintáctica. Este dominio del lenguaje y de la retórica que había aprendido a usar durante su etapa como abogado, le permitió que, oculto tras una apariencia objetiva y distante, se encuentre en realidad no un informe militar, ni unas memorias, sino la exaltación de un señor de la guerra; pero esto no quiere decir que César mienta conscientemente en sus comentarios o que éstos deban ser execrados como falsedad.
La obra nos ha sido transmitida básicamente mediante ocho manuscritos en los que siempre se hallan juntos el De bello civili y los Tria bella. Los dos manuscritos más antiguos son el llamado Laurentianus Ashburnhamensis, datado en el siglo X de nuestra era y conservado en la Biblioteca Medicea Laurenziana de Florencia, y el llamado Mediceus sive Laurentianus, datado en los siglos X/XI de nuestra era y conservado en la misma biblioteca que el anterior. También conservan manuscritos, aunque algo posteriores, las bibliotecas del British Museum en Londres, la Nazionale de Nápoles, la Bibliothèque Nationale de París, la Biblioteca Apostólica Vaticana y la Biblioteca Nacional de Viena.

## Problema de la autoría
Dado que tanto los Comentarios a la guerra civil, como los de la Guerra de Alejandría, África e Hispania, han sido transmitidos siempre juntos, desde antiguo existe cierta polémica acerca de la autoría de todos ellos, pues los expertos han detectado numerosas diferencias entre unos y otros.
En general, se acepta sin reservas que si el De bello civili es decididamente obra de César, ni el Bellum Africum ni el Bellum Hispaniense son obras del dictador; los expertos se basan en que se encuentran redactadas con una muy diferente concepción del espacio narrativo (global en el caso de César, y muy parcial en el caso de las otras dos obras) y numerosas diferencias de orden morfológico, sintáctico y de léxico. Pero es difícil atribuir entonces su autoría pues ni siquiera Suetonio que escribe su obra unos 150 años después de la muerte de César, puede dar noticia cierta del autor de dichas obras.
Se acepta hoy como teoría más generalizada, que la autoría del De bello civili es de César sin duda, y que el resto de las obras se deben repartir entre el propio César, con una participación mayor en la de Alejandría, e Hircio, que ya había escrito el libro VIII de la Guerra de las Galias, con base a las notas de César y una participación mucho más importante en las de África e Hispania.